# Tadjenanet
Tadjenanet (în arabă تاجنانت) este o comună din provincia Mila, Algeria.
Populația comunei este de 53.536 locuitori (2008).